# Hungaroton
Hungaroton – węgierskie wydawnictwo muzyczne.
Hungaroton został założony przez państwo węgierskie w 1951 roku pod nazwą Qualiton (wcześniej na Węgrzech działały wytwórnie muzyczne z innych krajów socjalistycznych, na przykład Miełodija, Supraphon czy Eterna). W połowie lat 60. Qualiton zmienił nazwę na Hungaroton, powołano do życia również nową spółkę pod nazwą Qualiton, która dystrybuowała głównie muzykę folk. W latach 70. powstały nowe wydawnictwa muzyczne, takie jak Pepita, Bravó, Krém.
Na początku lat 90. duży import zagranicznych nagrań spowodował poważny spadek sprzedaży albumów wydawanych przez Hungaroton. Ostatecznie Hungaroton upadł, ale na jego bazie powstało kilka nowych, małych firm. W 1995 roku zostały sprywatyzowane Hungaroton Gong oraz Hungaroton Classic, które w 1998 zostały ponownie połączone pod nazwą Hungaroton Records Publisher Ltd..
Obecnie Hungaroton wydaje około 150 nowych albumów rocznie, z czego połowa to muzyka poważna, a połowa - muzyka popularna.